# Порфирьев, Борис Николаевич
Бори́с Никола́евич Порфи́рьев (род. 20 августа 1955, Москва) — советский и российский экономист, академик РАН (2016, членкор с 2011) и с 2017 года член её Президиума. Доктор экономических наук, профессор. Научный руководитель Института народнохозяйственного прогнозирования РАН (ИНП РАН). Лауреат премии имени Е. С. Варги (2009).

## Биография
В 1977 году с отличием окончил кафедру экономической географии капиталистических стран географического факультета МГУ, после чего работал научным сотрудником Всесоюзного института научной и технической информации (ВИНИТИ). В 1981 году защитил кандидатскую диссертацию «Социально-экономическое развитие и проблемы окружающей среды в развивающихся странах: на примере Филиппин».
С 1985 по 1994 год — старший научный сотрудник, ведущий научный сотрудник Института системного анализа РАН. В 1990 году защитил докторскую диссертацию «Управление в чрезвычайных ситуациях: анализ методологии и проблемы организации». С 1994 года работает профессором кафедры управления органами внутренних дел и внутренними войсками МВД Академии управления МВД РФ. В 1994 году избран действительным членом РАЕН.
22 декабря 2011 года избран членом-корреспондентом РАН по Отделению общественных наук. С 2012 года — заместитель директора Института народнохозяйственного прогнозирования РАН; с 2017 по 2020 год работал директором Института, в 2020 году был избран научным руководителем Института. Председатель экспертного совета по отраслевой и региональной экономике ВАК Минобрнауки России (2014—2018).
С 28 октября 2016 года — академик РАН, в 2017—2022 годах — член Президиума РАН. С 2019 года является руководителем секции экономики Отделения общественных наук РАН.
Также является:
- экспертом и официальным представителем в России Международного комитета по изучению катастроф;
- экспертом Комитета Совета Федерации РФ по международным делам; заместителем председателя Экспертного совета Фонда «Русская наука»;
- заместителем директора Центра исследований проблем национальной безопасности;
- главным редактором журнала «Проблемы прогнозирования»;
- членом редколлегий журналов «Проблемы безопасности при чрезвычайных ситуациях», «Соntingеnсy Рlаnning and Сrisis Маnаgmеnt Intеrnаtiоnаl Jоurnаl» (Великобритания);

Автор более 300 научных работ, в том числе 6 личных монографий и 32 в соавторстве, из которых 16 издано за рубежом.

## Научная деятельность
Направления исследовательсикх интересов: теория и практика управления экономическими системами в условиях риска и неопределенности, в том числе анализа, оценки и прогнозирования природных и техногенных (включая климатические) рисков экономического развития.
Считает, что глобальное потепление является менее опасным для человечества, чем ряд других рисков устойчивого развития общества (бедность, выбросы вредных веществ, загрязнение воды и почв и т. д.) В своё время стал известен фразой «Глобальное потепление для России принесет больше пользы, чем вреда».

## Награды и премии
- Медаль ордена «За заслуги перед Отечеством» II степени (5 февраля 2024 года) — за большой вклад в развитие отечественной науки, многолетнюю плодотворную деятельность и в связи с 300-летием со дня основания Российской академии наук[5]
- Премия имени Е. С. Варги (2009) — за монографию «Экономика климатических изменений»
- Премия МЧС России (2005) — за научные и технические разработки